# Július 19.
Július 19. az év 200. (szökőévben 201.) napja a Gergely-naptár szerint. Az évből még 165 nap van hátra.
Névnapok: Emília + Ajtonka, Alfréd, Alfréda, Ambos, Ambró, Ambrus, Aranka, Arany, Arina, Arzén, Arzénia, Aura, Aurea, Aurélia, Emili, Eperke, Esztellia, Eszténa, Golda, Goldi, Goldina, Gyémánt,
Jessica,
Morella, Rubin, Rubina, Rubinka, Rufina, Stella, Szederke, Varsány, Versény, Vince

## Események
- 0484 – Tarsusban megkoronázzák I. Leontius bizánci trónkövetelőt.
- 1399 – I. (Szent) Hedvig lengyel királynőnek és lányának, Erzsébet Bonifácia hercegnőnek a földi maradványait Krakkóban a Waweli székesegyházban örök nyugalomra helyezik.
- 1837 – Bristolban vízre bocsátják korának legnagyobb és leggyorsabb gőzhajóját, a Great Westernt.
- 1843 – Bristolban vízre bocsátják korának legnagyobb és leggyorsabb gőzhajóját, a Great Britaint.
- 1848 – Konferencia  a New York állambeli Seneca Fallsban a nők egyenlő jogaiért.
- 1870 – III. Napóleon francia császár hadat üzen Poroszországnak, megkezdődik a porosz–francia háború.
- 1920 – Teleki Pál megalakítja első kormányát.
- 1949 – Kikiáltják Laosz függetlenségét Franciaországtól.
- 1952 – Megkezdődnek a XV. nyári olimpiai játékok Helsinkiben.
- 1958 – Budapesten megnyílik a Körszínház. A színházavató előadás: Szophoklész: Antigonéja. A címszereplő: Zolnay Zsuzsa, Iszméné szerepében: Berek Kati. Másnap a közönség  Básti Lajossal a címszerepben Szophoklész: Oidipusz király című drámáját láthatta.
- 1977 – Az Amerikai Egyesült Államokban rehabilitálják az 1927-ben kivégzett Saccót és Vanzettit.
- 1980 – Megkezdődnek a XXII. nyári olimpiai játékok Moszkvában.
- 1985 – Olaszországban a stava-i gátrendszer átszakadt. A kiömlőtt víz elsöpörte Stavát és elöntötte Tesero városát is. A tragédiában 268-an vesztették életüket.
- 1989 – Nigériában, Ténéré-ben lezuhan egy utasszállító repülőgép, 171-en haltak meg.
- 1996 – Radovan Karadžić lemondása.
- 2002 – Megjelenik a Vorbis audiotömörítési eljárás első verziója.
- 2004 – Csehországban Stanislav Gross alakít kormányt.

## Sportesemények
Formula–1
- 1952 –  brit nagydíj, Silverstone - Győztes:  Alberto Ascari (Ferrari)
- 1958 –  brit nagydíj, Silverstone - Győztes:  Peter Collins (Ferrari)
- 1969 –  brit nagydíj, Silverstone - Győztes:  Jackie Stewart (Matra Ford)
- 1975 –  brit nagydíj, Silverstone - Győztes:  Emerson Fittipaldi (McLaren Ford)

## Születések
- 1814 – Samuel Colt, a forgótáras pisztoly feltalálója († 1862)
- 1818 – Hatvani Imre, ügyvéd, az 1848-49-es szabadságharc egyik őrnagya († 1856)
- 1834 – Edgar Degas francia impresszionista festőművész († 1917)
- 1835 – Justo Rufino Barrios, Guatemala elnöke 1873 és 1885 között († 1885)
- 1846 – Edward Charles Pickering amerikai asztrofizikus a változócsillag-kutatás egyik úttörője († 1919).
- 1849 – Ferdinand Brunetière francia író, kritikus, irodalomtörténész († 1906)
- 1878 – Balatoni Károly úszó, vízilabdázó, birkózó, sportvezető († 1945)
- 1879 – Móra Ferenc magyar író, újságíró, muzeológus († 1934)
- 1886 – Fekete Mihály magyar-izraeli matematikus († 1957)
- 1893 – Veress Pál matematikus, egyetemi tanár († 1945)
- 1894 – Alexander Jakovlevics Hincsin (más átírás szerint Khincsin), szovjet-orosz matematikus (valószínűségszámítás, információelmélet, számelmélet) († 1959)
- 1900 – Remenyik Zsigmond magyar író († 1962)
- 1902 – Chet Miller amerikai autóversenyző († 1953)
- 1910 – Bóka László magyar író, irodalomtörténész, az MTA tagja  († 1964)
- 1921 – Rosalyn Sussman Yalow Nobel-díjas amerikai orvosnő († 2011)
- 1925 – Raksányi Gellért Kossuth- és Jászai Mari-díjas magyar színművész,  a nemzet színésze († 2008)
- 1928 – Budai László válogatott labdarúgó, az Aranycsapat jobbszélsője  († 1983)
- 1931 – Vajda Miklós magyar műfordító, kritikus, szerkesztő († 2017)
- 1936 – Mészáros Zoltán magyar entomológus, kaktuszkutató († 2017)
- 1937 – Sárközi Mátyás Kossuth- és József Attila-díjas magyar író, szerkesztő
- 1937 – Richard Jordan amerikai színész († 1993)
- 1938 – Vahtang Kikabidze grúz filmszínész, popénekes, forgatókönyvíró, filmrendező és dalszerző († 2023)
- 1940 – Brian Raubenheimer dél-afrikai autóversenyző
- 1940 – Mester Ákos magyar újságíró, műsorvezető, tanár
- 1943 – B. Kopp Judit szobrászművész († 1995)
- 1947 – Gazdag Gyula magyar filmrendező („A sípoló macskakő”, „Túsztörténet”)
- 1947 – Brian May, a Queen együttes gitárosa
- 1954 – Papadimitriu Athina, Jászai Mari-díjas görög származású magyar színésznő
- 1957 – Patkó Béla Kiki, Máté Péter-díjas magyar énekes, az Első Emelet tagja
- 1964 – Mark Wigglesworth angol karmester
- 1971 – Vitalij Volodimirovics Klicsko ukrán ökölvívó, sokszoros bajnok, a bokszvilágtanács (WBC) nehézsúlyú világbajnoka.
- 1976 – Benedict Cumberbatch angol színész, szinkronszínész, narrátor
- 1980 – Giorgio Mondini svájci autóversenyző
- 1982 – Jared Padalecki amerikai színész
- 1985 – Csikós Sándor magyar labdarúgó
- 1988 – Michael Chrolenko norvég műkorcsolyázó

## Halálozások
- 0514 – Szümmakhosz pápa (* 460)
- 0931 – Uda japán császár (* 867)
- 1374 – Francesco Petrarca, itáliai költő (* 1304)
- 1543 – Mary Boleyn, angol udvarhölgy (* 1499/1500)
- 1824 – I. Ágoston mexikói császár (* 1783)
- 1900 – I. Umbertó olasz király (* 1844)
- 1945 – Avgusztin Volosin, kárpátaljai ruszin görögkatolikus pap, politikus, Kárpátukrajna miniszterelnöke (* 1874)
- 1951 – Dr. Makkai Sándor erdélyi magyar író, pedagógus, református lelkész, az Erdélyi református egyházkerület püspöke (* 1890)
- 1959 – Van Johnson amerikai autóversenyző (* 1927)
- 1965 – Li Szin Man, dél-koreai politikus, hazája első elnöke (* 1875)
- 1969 – Ángyán János belgyógyász, egyetemi tanár (* 1886)
- 1980 – Hans Morgenthau amerikai jogász, politikatudós (* 1904)
- 1982 – David Frankfurter zsidó orvostanhallgató, Wilhelm Gustloff gyilkosa (* 1909)
- 1987 – Idősebb Benedek Jenő festőművész (* 1906)
- 1997 – Tollas Tibor magyar költő (* 1920)
- 2001 – Huszka Ernőné Fábián Ilona Kossuth-díjas matematika- és fizikatanár (* 1907).
- 2004 – Fonyó József Jászai Mari-díjas színész (* 1934)
- 2009 – Henry Surtees angol autóversenyző (* 1991)
- 2016 – Somló Tamás magyar énekes, zenész (* 1947)
- 2019 – Heller Ágnes Széchenyi-díjas filozófus, esztéta, egyetemi tanár (* 1929)
- 2020
  - Kovács M. Mária magyar történész, szociológus (* 1953)[1]
  - Marosi Ildikó erdélyi magyar újságíró, szerkesztő (* 1932)
- 2023 – Balázsovits Lajos Balázs Béla-díjas magyar színész, érdemes művész, a nemzet színésze (* 1946)